# Peter Ebere Okpaleke
Peter Ebere Okpaleke (Amesi, 1 de març de 1963) és un cardenal i bisbe catòlic nigerià, bisbe d'Ekwulobia des del 5 de març de 2020 .

## Biografia
Va néixer a Amesi, a l'estat d'Anambra, l'1 de març de 1963.

### Formació i ministeri sacerdotal
Després d'assistir a les escoles locals, va entrar al seminari major "Bigard Memorial" d'Ikot-Ekpene i Enugu el 1983, on va seguir cursos de filosofia i teologia fins a 1992.
El 22 d'agost de 1992 va ser ordenat sacerdot per a la diòcesi d'Awka. Després va exercir com a secretari adjunt del bisbe i procurador de la residència episcopal de 1992 a 1995 i membre de l'Aguata Local Government Education de 1993 a 1995. De 1995 a 1997 va continuar els seus estudis superiors al CIWA a Port Harcourt. De tornada a la diòcesi va ser capellà a la Universitat Nnamdi Azikiwe d'Awka i administrador financer de la diòcesi des de 1997 fins a 1999 quan va ser enviat a Roma per estudiar. L'any 2002 es va llicenciar en dret canònic a la Universitat Pontifícia de la Santa Creu. Posteriorment va exercir com a canceller episcopal, secretari del consell pastoral diocesà, secretari del consell presbiteral i del col·legi de degans i examinador diocesà de 2002 a 2011; membre del col·legi de consultors des de l'any 2002; membre de la comissió per a la creació de diòcesis des de 2005 ; jutge del tribunal interdiocesà d'Onitsha des del 2007 i rector de la parròquia dels Sants Joan i Pau a Umubele, prop d' Awka, des de 2011.
És membre de la Societat de Dret Canònic de Nigèria des de 1995.

### Ministeri episcopal i cardinalat

#### Bisbe electe d'Ahiara
El 7 de desembre de 2012, el papa Benet XVI el va nomenar bisbe d'Ahiara; succeint a Victor Adibe Chikwe, que va morir el 16 de setembre de 2010. El 21 de maig següent va rebre l'ordenació episcopal, a la capella de la Seu de la Saviesa del seminari d' Ulakwo de mans de l'arquebisbe metropolità d'Owerri Anthony John Valentine Obinna, co-consagrant l'arquebisbe metropolità de Jos Ignatius Ayau Kaigama i el d'Abuja John Olorunfemi Onaiyekan.
Fins i tot abans de la seva ordenació, la majoria de sacerdots i laics de la diòcesi d'Ahiara van expressar la seva decepció pel seu nomenament com a bisbe. Això es deu principalment a la seva pertinença a l'ètnia igbo, mentre que la majoria dels catòlics de la diocesi són mbaise generant així un conflicte ètnic. Els seus oponents argumenten que el bisbe d'Ahiara ha de provenir de la mateixa diòcesi. Els joves també van bloquejar la catedral d'Ahiara obligant-lo a ser ordenat a la veïna arxidiòcesi d'Owerri; el juliol de 2013, doncs, el papa Francesc va nomenar per a la seu vacant com a administrador apostòlic el cardenal John Olorunfemi Onaiyekan, arquebisbe metropolità d'Abuja.
El 8 de juny de 2017, el mateix pontífex va rebre en audiència una delegació de la diòcesi, acompanyada pel cardenal John Olorunfemi Onaiyekan, els arquebisbes Anthony John Valentine Obinna, Ignatius Ayau Kaigama i monsenyor Okpaleke. El pontífex digué que estava trist per la situació de l'Església a Ahiara i que s'havia plantejat suprimir la diòcesi. Tanmateix, agraí a monsenyor Okpaleke la paciència i la humilitat mostrades; en la mateixa audiència ordenà a tots els sacerdots incardinats o residents a la diòcesi que escriguessin i enviessin una carta al papa en la qual li manifestessin obediència, declarant que acceptaven el bisbe enviat per ell i li demanessin perdó. Els preveres que no ho fessin serien ipso facto suspesos a divinis i serien destituïts del seu càrrec.
El 19 de febrer de 2018, el papa Francesc va acceptar la seva dimissió i va nomenar el bisbe d'Umuahia Lucius Iwejuru Ugorji com a administrador apostòlic de la diòcesi.

### Bisbe d'Ekwulobia
El 5 de març de 2020, el mateix papa el va nomenar primer bisbe d'Ekwulobia. El 29 d'abril següent va prendre possessió de la diòcesi.
El 29 de maig de 2022, al final del Regina Caeli, el papa Francesc va anunciar la seva creació com a cardenal; en el consistori del 27 d'agost següent, el va crear cardenal prevere dels Santi Martiri dell'Uganda a Poggio Ameno. El 5 de febrer de 2023 prengué possessió del títol de cardenal.